# Gašper Berlot
Gašper Berlot (Slovenj Gradec, 6 agosto 1990) è un ex combinatista nordico sloveno.

## Biografia
In Coppa del Mondo ha esordito il 10 gennaio 2009 in Val di Fiemme (35º).
In carriera ha partecipato a due edizioni dei Giochi olimpici invernali, Vancouver 2010 (37º sia nel trampolino normale sia nel trampolino lungo) e Soči 2014 (34º nel trampolino normale, 33º nel trampolino lungo), e a quattro dei Campionati mondiali (8º nella gara a squadre dal trampolino normale a Oslo 2011 il miglior risultato).

## Palmarès

### Mondiali juniores
- 1 medaglia:
  - 1 bronzo (gara a squadre a Hinterzarten 2010)

### Coppa del Mondo
- Miglior piazzamento in classifica generale: 36º nel 2015